# آقمتشيت
آقمتشيت هي بلدة في مقاطعة قزل تبه في ولاية نواوي في أوزبكستان.